# Órbita de captura
Una órbita de captura  es la órbita parabólica de mayor energía que permite la captura en lugar del choque contra la superficie del cuerpo central (o reentrada atmosférica).
La órbita de captura es idéntica la órbita de escape - justo en el sentido inverso. Ambas son conocidas como "órbitas C3 = 0".
Para velocidades de captura ver la tabla de velocidad de escape.

## Posición como función del tiempo
Para hallar la posición en función del tiempo se debe resolver una ecuación diferencial. Si fuese el caso particular de una trayectoria de caída recta, la solución es tan simple como:
{\displaystyle r=(4,5\mu t^{2})^{1/3}\!\,}
donde 
- μ es el parámetro gravitacional estándar
- {\displaystyle t=0\!\,} corresponde al tiempo extrapolado de la llegada ficticia al centro del cuerpo central; o bien t es negativo, o bien es el tiempo hasta la llegada, contando al revés.

Para tener el momento del impacto en la superficie en {\displaystyle t=0\!\,} se debe aplicar un desplazamiento temporal. Para la Tierra y otros cuerpos simétricos esféricos con la misma densidad media, el desplazamiento temporal es de 6 minutos 20 segundos.